# Тревор Ноа
Тре́вор Но́а (англ. Trevor Noah, нар. 20 лютого 1984) — південноафриканський комік, сценарист, продюсер, політичний коментатор, актор і телеведучий. Найбільш відомий як ведучий The Daily Show на Comedy Central з вересня 2015 року.
Ноа почав свою кар'єру як актор, телеведучий і гуморист у рідній Південній Африці. Вів різні передачі South African Broadcasting Corporation (SABC), і зайняв друге місце в четвертому сезоні їхнього «Strictly Come Dancing» в 2008 році. З 2010-11, Ноа був творцем і ведучим Tonight with Trevor Noah на M-Net та DStv. Його кар'єра стенд-ап коміка досягла міжнародного успіху, завдяки чому він з'явився в американських нічних ток-шоу і британських телевікторинах.
У 2014, Ноа став «старшим міжнародним кореспондентом» у The Daily Show, американській сатиричній програмі новин. У наступному році його оголосили наступником ведучого Джона Стюарта. Хоча рейтинги шоу спали після відходу Стюарта, роботу Ноа загалом оцінили позитивно, зокрема увагу привернуло його інтерв'ю з молодою консервативною особистістю Томі Лорен в кінці 2016 року.

## Раннє життя
Тревор Ноа народився 20 лютого 1984 року в Йоганнесбурзі. Його мати, Патрісія Номбуйсело Ноа, чорношкіра й належить до народів банту, коса, його батько, Роберт, білошкірий швейцарський німець. На момент народження Тревора стосунки його батьків були незаконними згідно з апартеїдом (міжрасові сексуальні відносини і шлюби були легалізовані згідно з поправками про аморальність 1985 року, через рік після народження Ноа). Його мати була заарештована й оштрафована урядом Південної Африки. Батько пізніше переїхав у Швейцарію. Ноа виховували мати і бабуся по материнській лінії, Номалізо Френсіс Ноа. Коли Тревору було 10 чи 11 років, його мати вирішила прийняти юдаїзм (решта сім'ї не вчинила так само). Юність Ноа пройшла у приватному коледжі Мерівейл, католицькій школі в Йоганнесбурзі. У дитинстві він щонеділі відвідував римо-католицьку церкву.

## Кар'єра
У 2002 році, у віці вісімнадцяти років, Ноа отримав головну роль у південноафриканській мильній опері Isidingo. Потім він почав вести власну радіо-передачу «Ноїв ковчег» на провідній молодіжній радіостанції Гаутенга, YFM. Ноа облишив радіо-шоу і акторство, щоб зосередитися на комедії, і виступав з такими південноафриканськими гумористами як Девід Кау, Кагісо Ледіга, Ріаад Муса, Даррен Сімпсон, Марк Лоттерінг, Баррі Гілтон і Нік Рабінович, міжнародними комікам як Пауль Родрігес, Карл Баррон, Ден Іліч і Пол Зердін, а також на розігріві в Гебріела Іглесіаса в листопаді 2007 року і канадського коміка Рассела Пітерса у його турне Південною Африкою.
Далі Ноа вів навчальну телепередачу Run The Adventure (2004—2006) на SABC 2. У 2007 році він вів The Real Goboza, шоу пліток на SABC 1, і Siyadlala, спортивне шоу також на SABC. У 2008 році Ноа разом з Пабі Молої вів шоу знайомств The Amazing Date і був конкурсантом у четвертому сезоні Strictly Come Dancing. У 2009 році він вів 3-й щорічну церемонію Південноафриканської премії кіно і телебачення (SAFTA), і також разом з Юджином Хоза вів реаліті-шоу The Axe Sweet Life. У 2010 році Ноа вів шістнадцяту щорічну церемонію Південноафриканської музичної премії, а також передачу Tonight with Trevor Noah на каналі MNet. У 2010 Ноа став представником та агентом захисту прав споживачів Cell C — третього за величиною мобільного оператора Південної Африки.
Ноа виступав по всій Південній Африці у шоу і фестивалях The Blacks Only Comedy Show, Heavyweight Comedy Jam, Vodacom Campus Comedy Tour, Cape Town International Comedy Festival, the Jozi Comedy Festival та Bafunny Bafunny (2010). Його стенд-ап виступи в Південній Африці: The Daywalker (2009), Crazy Normal (Божевільні нормальні, 2011), That's Racist (Це расизм, 2012), It's My Culture (Це моя культура, 2013).
У 2011 році він переїхав у Сполучені Штати. 6 січня 2012 Ноа став першим південноафриканським стенд-ап коміком, щоб з'явитися на The Tonight Show, а 17 травня 2013 року, він став першим, котрий з'явився у Шоу Девіда Леттермана. Ноа був героєм документального фільму 2012 року You Laugh But It's True (Ви смієтеся, але це правда). Того ж року він знявся в комедійному шоу одної людини Trevor Noah: The Racist, заснованому на його виступах в Південній Африці з подібною назвою That's Racist. 12 вересня Ноа у Comedy Central Roast. У 2013 році він виконував комедійну сценку Trevor Noah: African American (Тревор Ноа: афроамериканець). 11 жовтня 2013 року він був в гостях на BBC Two в комедійній вікторині QI. 29 листопада 2013 року був у числі учасників гри 8 Out of 10 Cats на Channel 4 і 12 вересня 2014 в 8 Out of 10 Cats Does Countdown.

### The Daily Show

Ноа (другий ліворуч) на Фестивалі комедії 2015 в Дубаї

У грудні 2014 року Ноа став частим учасником The Daily Show. У березні 2015 року, канал Comedy Central оголосив, що Ноа стане наступником Джона Стюарта як ведучий The Daily Show; його дебют відбувся 28 вересня 2015 року й отримав позитивні відгуки. Джеймс Понєвозік з Нью-Йорк Таймс похвалив Ноа і письменників шоу, зазначивши: «Дебют містера Ноа був дуже успішним, зокрема й завдяки операційній системі — сценарію шоу, — що працює під поверхнею». Роберт Ллойд з Лос-Анджелес Таймс описав Ноа як «чарівного і складного — майже неминуче стриманим порівняно зі звично жартівливим і враженим Стюартом». Успіх Ноа на шоу вилився у два стенд-ап виступи на Comedy Central та Netflix. У січні 2016 року оголошено, що Ноа підписав контракт на книгу зі Spiegel & Grau. Його книга, Born a Crime, вийшла 15 листопада 2016 року і була прихильно прийнята великими книжковими рецензентами США. Книжка стала бестселером № 1 від Нью-Йорк Таймс і названа однією з найкращих книг року за версіями Нью-Йорк Таймс, Newsday, Есквайр, NPR і Booklist. У квітні 2017 року оголошено, що Ноа розробляє ток-шоу для Джордана Клеппера. У липні 2017 року оприлюднено назву шоу, The Opposition with Jordan Klepper, його прем'єра відбулася 25 вересня 2017.
14 вересня 2017 року оголошено, що Comedy Central продовжив контракт з Тревором Ноа як ведучим The Daily Show на п'ять років, до 2022 року. Він буде також виробляти та вести щорічні виступи з нагоди кінця року на Comedy Central.

## Впливи
Щодо тих, хто вплинув на його комедію, Ноа сказав так: «Королі незаперечні. Річард Прайор; [Білл] Косбі; для мене особисто, я не знав про нього до того, як почав займатися комедією, але Едді Мерфі змінив моє бачення і я точно зазнав його впливу. Кріс Рок, як сучасний чорношкірий комік, і Дейв Шапел. Це ті хлопці, які заклали основу і виставили мірило для всіх гумористів, не тільки чорних гумористів». Він також навів Джона Стюарта як наставника і людину, що вплинула на нього. В інтерв'ю з Нью-Йорк Таймс, Ноа порівняв Стюарта з «єврейським Йодою» і навів пораду, яку дав йому Стюарт, сказавши так: «Найдивовижніше, що Джон зробив, це те, що він не дав мені мандат. Не сказав, „Ти маєш робити моє шоу“. Він чітко сказав: „Роби своє шоу. Роби його найкращий свій варіант“. Я застосовую ці вчення Джона до всього, що я роблю».
Провідними темами комедії Ноа є його спадок змішаної раси, зростання у Совето і його спостереження щодо раси та етнічності.

## Особисте життя
Ноа поліглот, він говорить декількома мовами, включаючи англійську, коса, зулу, сото, тсвана, тсонга, африкаанс і трохи німецьку.
У 1992 році мати Тревора, Патрісія Номбуйсело, одружилася з Нгісавень Абель Шінганге, й у них народилося двоє синів, Ендрю та Айзек. Тревор і його мати зазнавали фізичного насильства з боку Шінганге, тож Патрісія розлучилася з ним у 1996 році. У 2009 році, після того, як вона заручилася зі Сфісо Хоза, Шінганге вистрелив їй у ногу і в голову, зупинившись, коли пістолет заклинило; вона вижила, оскільки куля пройшла через голову, не зачепивши мозок і всі великі нерви і кровоносні судини, лише пошкодивши ніздрю. Коли Ноа зіткнувся з ним по телефону про цей напад, Шінганге погрожував йому, що спонукало Ноа покинути Йоганнесбург і перебратися в Лос-Анджелес. У 2011 році Шінганге був звинувачений у замаху на вбивство, і наступного року засуджений до трьох років виправного спостереження. Ноа заявив, що він сподівається, що увага навколо цього інциденту допоможе проблемі насильства в сім'ях у Південній Африці: «Упродовж багатьох років моя мати зверталася в поліцію по допомогу щодо домашнього насильства, і нічого не було зроблено. Це нормально в Південній Африці. Заяви зникають, і справи ніколи не доходять до суду».
Ноа описав себе як прогресивного і з глобальним підходом. Однак, він пояснив, що вважає себе «прогресивною людиною», а не "політичним прогресивістом" і воліє не бути класифікованим як правий чи лівий в контексті американської політичної ангажованості.
Ноа має стосунки з американською моделлю і співачкою Джордін Тейлор з 2015 року.

## Фільмографія

### Фільми
| Рік  | Назва                   | Роль | Примітки             |
| ---- | ----------------------- | ---- | -------------------- |
| 2011 | You Laugh But It's True | себе | документальний фільм |
| 2011 | Taka Takata             | Піло |                      |
| 2012 | Mad Buddies             | Букі |                      |

### Телебачення
| Рік                 | Назва                                         | Роль                | Примітки                                                   |
| ------------------- | --------------------------------------------- | ------------------- | ---------------------------------------------------------- |
| 2002                | Isidingo                                      | підліток на вечірці | 1 епізод                                                   |
| 2008                | The Amazing Date                              | себе (ведучий)      | 13 епізодів                                                |
| 2009                | Trevor Noah: The Daywalker                    | себе                | стенд-ап виступ                                            |
| 2010-2011           | Tonight with Trevor Noah                      | себе (ведучий)      | 26 епізодів; також творець, виконавчий продюсер, сценарист |
| 2011                | Trevor Noah: Crazy Normal                     | себе                | стенд-ап виступ                                            |
| 2012                | Trevor Noah: That's Racist                    | себе                | стенд-ап виступ                                            |
| 2012                | Comedy Central Roast of Steve Hofmeyr         | себе (ведучий)      | телевиступ                                                 |
| 2012                | Gabriel Iglesias Presents Stand Up Revolution | себе                | епізод: «2.1»                                              |
| 2013                | Trevor Noah: African American                 | себе                | стенд-ап виступ                                            |
| 2013                | Trevor Noah: It's My Culture                  | себе                | стенд-ап виступ                                            |
| 2014-2015           | The Daily Show with Jon Stewart               | себе (кореспондент) | 5 епізодів                                                 |
| 2015–теперішній час | The Daily Show with Trevor Noah               | себе (ведучий)      | також виконавчий продюсер, сценарист                       |
| 2015                | Trevor Noah: Lost in Translation              | себе                | стенд-ап виступ                                            |
| 2017                | Trevor Noah: Afraid of the Dark               | себе                | стенд-ап виступ                                            |
| 2017                | Nashville                                     | себе                | епізод: «Fire and Rain»                                    |
| 2017–дотепер        | The Opposition with Jordan Klepper            | жодна               | співавтор, виконавчий продюсер                             |

## Нагороди
| Рік  | Асоціація                          | Категорія                                                                                   | Номінована робота                                                 | Результат | Прим.  |
| ---- | ---------------------------------- | ------------------------------------------------------------------------------------------- | ----------------------------------------------------------------- | --------- | ------ |
| 2012 | South African Comics' Choice Award | Comic of the Year                                                                           | Comic of the Year                                                 | Перемога  | [ 63 ] |
| 2014 | South African Comics' Choice Award | Comic of the Year                                                                           | Comic of the Year                                                 | Номінація | [ 64 ] |
| 2014 | MTV Africa Music Awards            | Personality of the Year                                                                     | Personality of the Year                                           | Номінація | [ 65 ] |
| 2015 | MTV Africa Music Awards            | Personality of the Year                                                                     | Personality of the Year                                           | Перемога  | [ 66 ] |
| 2016 | NAACP Image Awards                 | Outstanding Talk Series                                                                     | The Daily Show with Trevor Noah                                   | Номінація | [ 67 ] |
| 2016 | NAACP Image Awards                 | Outstanding Variety (Series or Special)                                                     | The Daily Show with Trevor Noah                                   | Номінація | [ 67 ] |
| 2016 | NAACP Image Awards                 | Outstanding Host in a News, Talk, Reality, or Variety (Series or Special)                   | The Daily Show with Trevor Noah                                   | Номінація | [ 67 ] |
| 2016 | Critics' Choice Television Award   | Best Talk Show                                                                              | The Daily Show with Trevor Noah                                   | Номінація | [ 68 ] |
| 2017 | Zora Neale Hurston Award           | —                                                                                           | Born a Crime                                                      | Перемога  | [ 69 ] |
| 2017 | NAACP Image Awards                 | Outstanding Literary Work — Biography / Auto-biography                                      | Born a Crime                                                      | Перемога  | [ 70 ] |
| 2017 | NAACP Image Awards                 | Outstanding Literary Work — Debut Author                                                    | Born a Crime                                                      | Перемога  | [ 70 ] |
| 2017 | Writers Guild of America Award     | Comedy/Variety — Talk Series                                                                | The Daily Show with Trevor Noah                                   | Номінація | [ 71 ] |
| 2017 | Nickelodeon Kids' Choice Award     | Favourite African Star                                                                      | The Daily Show with Trevor Noah'                                  | Перемога  | [ 72 ] |
| 2017 | GLAAD Media Award                  | Outstanding Talk Show Episode                                                               | The Daily Show with Trevor Noah for «Angelica Ross»               | Перемога  | [ 73 ] |
| 2017 | MTV Movie & TV Awards              | Best Host                                                                                   | The Daily Show with Trevor Noah                                   | Перемога  | [ 74 ] |
| 2017 | Primetime Emmy Award               | Outstanding Short Form Variety Series                                                       | The Daily Show with Trevor Noah for Between the Scenes            | Перемога  | [ 75 ] |
| 2017 | Thurber House                      | American Humor                                                                              | Born a Crime                                                      | Перемога  | [ 76 ] |
| 2018 | NAACP Image Awards                 | Outstanding Talk Series                                                                     | The Daily Show with Trevor Noah                                   | Номінація | [ 77 ] |
| 2018 | NAACP Image Awards                 | Outstanding Host in a Talk or News/Information (Series or Special) — Individual or Ensemble | The Daily Show with Trevor Noah                                   | Номінація | [ 77 ] |
| 2018 | Writers Guild of America Award     | Comedy/Variety — Talk Series                                                                | The Daily Show with Trevor Noah                                   | Номінація | [ 78 ] |
| 2018 | GLAAD Media Award                  | Outstanding Talk Show Episode                                                               | The Daily Show with Trevor Noah for "Trans Veterans React to Ban" | Номінація | [ 79 ] |
| 2018 | GLAAD Media Award                  | Outstanding Talk Show Episode                                                               | The Opposition with Jordan Klepper for "Danica Roem"              | Номінація | [ 79 ] |

## Книги
- Noah, Trevor (2016). Born a Crime: Stories from a South African Childhood. Random House. ISBN 978-0399588174.

## Аудіокниги
- 2016: Born a Crime: Stories from a South African Childhood (read by the author), Audible Studios on Brilliance Audio, ISBN 978-1531865047